# 288
288 је била преступна година.

## Догађаји
- Цар Диоклецијан покреће кампању на германску територију из провинције Ретије (Швајцарска).
- Војска лојална Максимијану, предвођена будућим царем Констанцијем, побеђује узурпатора Караусија или његове франачке савезнике у северној Галији. Ове или следеће године, Караусије повлачи своје војне снаге и административно присуство из Галије, ограничавајући се на римску Британију.
- Максимијан склапа савез са франачким краљем Генобаудом.
- Далеко од Караусијеве флоте, у рекама Галије, Максимијан гради флоту како би се борио за контролу над Северним морем и повратио Британију.
- Констанције се жени Максимијановом пасторком Теодором, а могуће је да ће се око тог времена генерал Галерије оженити Диоклецијановом ћерком Галеријом Валеријом.